# لورد أوف فيرميليون: الملك القرمزي
لورد أوف فيرميليون: الملك القرمزي (باليابانية: ロード オブ ヴァーミリオン 紅蓮の王، بالروماجي: Rōdo obu Vāmirion Guren no Ō) (بالإنجليزية:  Lord of Vermilion: The Crimson King)‏ هو مسلسل أنمي تلفزيوني مقتبس من سلسلة Lord of Vermilion. الأنمي من إنتاج استوديو أسرياد بالتعاون مع استوديو تير، عرض الأنمي في 13 يوليو عام 2018 واستمر عرضه حتى 28 سبتمبر عام 2018، وتكون من 12 حلقة.

## القصة
تدور أحداث القصة في مدينة طوكيو في يوم 29 يناير عام 2030 يُسمع الصوت رنين غامض ويفقد كل من يسمعه وعيه، وينتشر ضباب احمر غامض، يستيقظ كل من فقد وعيه بعد ستة أيام من الحادث وكأن شيئاً لم يحدث.

## الشخصيات

### كنيسة مالتوس
تشيهيرو كامينا (باليابانية: 神名 千尋، بالروماجي: Kamina Chihiro)
أداء صوتي: يوكي كاجي
كوتيتسو دوميوجي (باليابانية: 道明寺 虎鉄، بالروماجي: Dōmyōji Kotetsu)
أداء صوتي: ساتوشي هينو
شوكو هاناشيما (باليابانية: 花島 笙子، بالروماجي: Hanashima Shōko)
أداء صوتي: آي كايانو
إيشين كاكيهارا (باليابانية: 柿原 一心، بالروماجي: Kakihara Isshin)
أداء صوتي: هيروكي توتشي
إينوكي أكايا (باليابانية: 赤谷 犬樹، بالروماجي: Akaya Inuki)
أداء صوتي: توشيوكي موريكاوا
كومي ساكياما (باليابانية: 咲山 小梅، بالروماجي: Sakiyama Koume)
أداء صوتي: آوي يوكي

### مؤسسة أفال العلومية
يوري شيراكي (باليابانية: 白木 優羽莉، بالروماجي: Shiraki Yūri)
أداء صوتي: ميساتو فوكوين
جون آوي (باليابانية: 葵 順، بالروماجي: Aoi Jun)
أداء صوتي: جونيتشي سوابي
هارو ميناكامي (باليابانية: 水上 晴، بالروماجي: Minakami Haru)
أداء صوتي: تاكوما تيراشيما
كابوراغي كارك (باليابانية: カーク鏑木، بالروماجي: Kāku Kaburagi)
أداء صوتي: شينيتشيرو ميكي
تشيو (باليابانية: チユ، بالروماجي: Chiyu)
أداء صوتي: تشيوا سايتو

### شخصيات أخرى
ماري كوروكامي (باليابانية: 黒髪 マリエ، بالروماجي: Kurokami Marie)
أداء صوتي: يو كوباياشي
تسوباكي مانازورو (باليابانية: 真鶴 椿، بالروماجي: Manazuru Tsubaki)
أداء صوتي: ريي كوغيميا
أكيرا هارابوكي (باليابانية: 原吹 晶، بالروماجي: Harabuki Akira)
أداء صوتي: يوي هوريه
جوليا إتشيجو (باليابانية: 一条 樹理亜، بالروماجي: Ichijō Juria)
أداء صوتي: يوي هوريه
سوروغا جيمونجي (باليابانية: 十文字 駿河، بالروماجي: Jūmonji Suruga)
أداء صوتي: أكيرا إيشيدا
داكس (باليابانية: ドゥクス، بالروماجي: Dukusu)
أداء صوتي: سايوري إينوي
فان دريل (باليابانية: バン・ドレイル، بالروماجي: Ban Doreiru)
أداء صوتي: نوبويوكي هياما
ألدو جرومين شيراكي (باليابانية: 白木・アルド・グラマン، بالروماجي: Shiraki Arudo Guraman)
أداء صوتي: شو هايامي
تسوباسا ناتشيكازي (باليابانية: 立風 つばさ، بالروماجي: Tachikaze Tsubasa)
أداء صوتي: هيساكو توجو
إيكو موريزونو (باليابانية: 森園 英子، بالروماجي: Morizono Eiko)
أداء صوتي: توموكو ناكامورا
إيكورو أوماري (باليابانية: 尾張 郁郎، بالروماجي: Owari Ikurō)
أداء صوتي: شونيتشي توكي
ياتو كازاما (باليابانية: 風間 夜刀، بالروماجي: Kazama Yato)
أداء صوتي: تاكاهيرو إيمارورا
راكان دوميوجي (باليابانية: 道明寺 羅漢، بالروماجي: Dōmyōji Rakan)
أداء صوتي: موتوي كوياناغي

## وصلات خارجية
- موقع الأنمي الرسمي والفيلم
- لورد أوف فيرميليون: الملك القرمزي على موقع ANN anime (الإنجليزية)